# Бедовая Джейн
Ма́рта Джейн Ка́ннари Бёрк (англ. Martha Jane Cannary Burke, более известная как Бедовая Джейн англ. Calamity Jane, Марта Джейн «Стихийное бедствие»; 1 мая 1852, Принстон, Миссури — 1 августа 1903, Терри, Южная Дакота) — американская жительница фронтира на Диком Западе, профессиональный скаут, более всего известная своими притязаниями на знакомство и даже супружество с Диким Биллом Хикоком, а также из-за своего участия в Индейских войнах с коренными жителями континента на поле боя. По многочисленным воспоминаниям, она была также женщиной, выказывавшей большую доброту и сострадание, особенно к больным и нуждающимся. Таким образом, этот контраст сделал её одной из самых знаменитых и вместе с тем печально известных людей в истории Дикого Запада.

## Ранние годы: 1852—1876
Марта Джейн Каннари родилась 1 мая 1852 года в Принстоне, штат Миссури, в пределах графства Мерсер. Её родители, Роберт и Шарлотта Каннари, были причислены в переписи 1860 года к жившим около 7 миль (11 км) к северо-востоку от Принстона, в Равенне. Марта Джейн была старшей из шести детей в семье, у неё было два брата и три сестры. В 1865 году Роберт собрал семью и переехал на обозе из Миссури в Вирджиния-Сити, штат Монтана. Шарлотта умерла по дороге в Блэкфуте, Монтана, от пневмонии. После прибытия в Вирджиния-Сити весной 1866 года Роберт взял своих шестерых детей в дальнейший путь — в Солт-Лейк-Сити, штат Юта. Они приехали туда летом, и Роберт попытался заняться фермерством на 40 акрах (160 000 м²) земли. Они были там всего лишь год до его смерти в 1867 году. Марта Джейн, таким образом, в 15 (или даже в 11) лет вынуждена была взять на себя роль главы семьи, снова погрузила всё имущество на обоз и отправилась с братьями и сёстрами в Форт-Бриджер, в Территорию Вайоминг. Они прибыли туда в мае 1868 года. Оттуда они направились по железной дороге «Юнион Пасифик» в Пьемонт, штат Вайоминг.
В Пьемонте Марта Джейн бралась за любую работу, чтобы обеспечить свою большую семью. Она работала посудомойкой, поваром, официанткой, танцовщицей, няней и погонщиком волов. Наконец, в 1870 году она нашла работу скаута (разведчика) армии в Форт-Рассел; она носила военную форму, но до сих пор не вполне ясно, являлась ли она официально членом вооружённых сил США. В этот период, по некоторым источникам, она также занималась проституцией в Форт-Ларами. Источники этого периода описывают Марту как «чрезвычайно привлекательную» и «красивую черноглазую девушку». Марта Джейн не получила практически никакого образования и была почти неграмотной, хотя, судя по всему, могла на каком-то уровне читать и писать. В скором времени она перешла к грубой, преимущественно на открытом воздухе, жизни искательницы приключений на Великих Равнинах.

## Служба в войсках и получение прозвища (1870—1876)

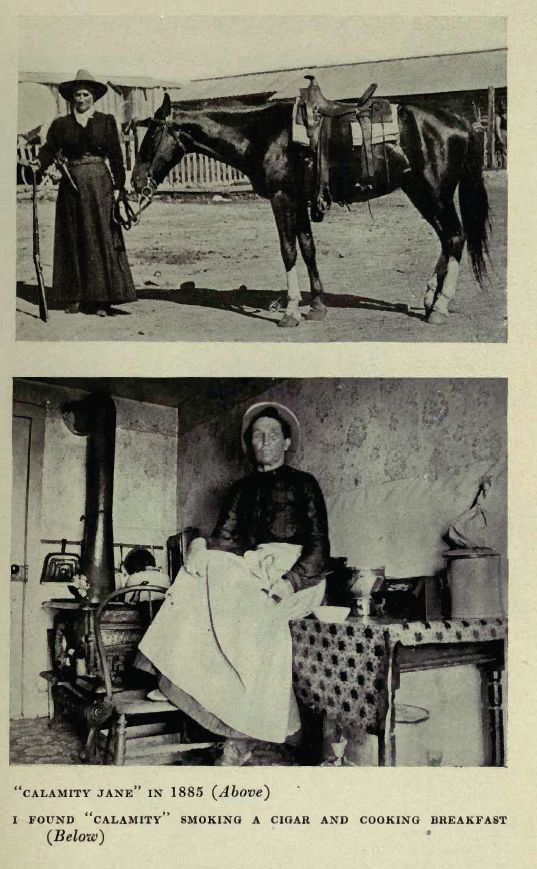
Фотографии Бедовой Джейн 1885 года.

Марта Джейн участвовала в нескольких военных кампаниях в ходе длительных конфликтов с индейцами, коренными жителями континента, — Индейских войнах. Первой её кампанией якобы была кампания 1872 года под командованием генерала Дж. А. Кастера, когда Кастер, Майлс, Терри и Крук со своими войсками занимались подавлением беспорядков в Шеридане (современный Вайоминг), в районе Гус-Крик. Якобы это было её единственной возможностью познакомиться с Кастером, хотя это и представляется маловероятным.
По её собственным словам, в ходе одного из боёв она в том же 1872 году спасла жизнь капитану Игану с риском для себя, подхватив его, раненого, на свою лошадь, и доставив в безопасный форт. Будто бы за это он нарёк её «Бедовой Джейн, героиней равнин», и она сохранила это прозвище. После этой кампании в 1874 году отряд, в котором она якобы служила, был направлен в Форт-Кастер, где оставался до весны следующего года. Ни в этой кампании, ни в других (в которых участвовали Кастер и Крук) она под командованием Кастера не участвовала, а вскоре ей было предписано покинуть форт.
Капитан Джек Кроуфорд (1847—1917 г.г.), ветеран Индейских войн, служивший под началом генералов Уэсли Мэррита и Джорджа Крука, в интервью 1904 года заявлял, что Бедовая Джейн «…никогда не несла службу в любом качестве под началом как генерала Крука, так и генерала Майлза. Она никогда не видела линчеваний и никогда не участвовала в боях с индейцами. Она была просто пресловутым персонажем, распутной и дьявольской, но обладала известной щедростью, которая сделала её популярной».
Вполне возможно, действительно, что она преувеличила или вовсе сфабриковала историю своего прозвища, — историками при анализе её автобиографии было найдено немало доказательств склонности Джейн к преувеличению и откровенной лжи о своих подвигах. Уже тогда, при её жизни, далеко не все принимали её истории как правду. Распространено убеждение, что на самом деле она получила это прозвище в результате угроз мужчинам, которые её оскорбляли, о «страшном суде». Одна из немногих доказанных историй с участием Бедовой Джейн относится к 1875 году, когда её отряд был направлен генералом Круком к реке Бигхорн. Неся важные донесения, она переплыла Платт и скакала на максимальной скорости 90 миль (145 км), чтобы доставить их, будучи мокрой и замёрзшей. После этого она сильно заболела. После выздоровления, продолжавшегося несколько недель, она отправилась в форт Ларами, Вайоминг, а затем, в июле 1876 года, поехала на товарном поезде на север — туда, где она впервые встретилась с Диким Биллом Хикоком.

## Дедвуд и знакомство с Диким Биллом Хикоком (1876—1884)
Бедовая Джейн сопровождала экспедицию Ньютона-Дженни в Блэк-Хилс (Чёрные Холмы) в 1875 году вместе с Калифорния Джо и Валентайном Макгилликидди.
В 1876 году Бедовая Джейн поселилась в области Дедвуд, Южная Дакота, в Блэк-Хилс. Там она подружилась и время от времени работала на Дору Дюфран, одну из известнейших сутенёрш Дикого Запада, в качестве проститутки, поварихи и прачки. Она познакомилась с Диким Биллом Хикоком и Чарли Аттером, приехав вместе с ними в одном вагоне товарного поезда в Дедвуд. Джейн восхищалась Хикоком (вплоть до влюблённости) и была просто одержима его личностью и его жизнью.
После того как Хикок был убит во время игры в покер 2 августа 1876 года, она утверждала, что была женой Хикока и что Хикок был отцом её ребёнка — Джейн, которая родилась 25 сентября 1873 года и которую она позже отдала в удочерение Джиму О’Нилу и его жене. Нет никаких записей, которые подтверждали бы рождение ребёнка, и вся её история о романтических отношениях с Хикоком может быть выдумкой. В период, когда предполагаемый ребёнок родился, Джейн работала разведчиком для армии. На момент своей смерти Хикок был недолго женат на Агнес Лейк Тэтчер.
Тем не менее, 6 сентября 1941 года американский Департамент социального обеспечения действительно предоставлял помощь престарелой Джейн Хикок Бургхарт Маккормик (её третий муж), которая утверждала, что является законным ребёнком Марты Джейн Каннари и Джеймса Батлера Хикока, и впоследствии предоставила доказательство того, что Дикий Билл и Бедовая Джейн поженились в Бенсоне, территория Монтана, 25 сентября 1873 года, о чём имеется запись в церковной книге, где есть подписи двух священников и множества свидетелей. Марта Джейн также утверждала, что после смерти Хикока она отправилась разыскивать его убийцу, Джека Макколла, вооружившись тесаком для рубки мяса и оставив пистолет в своём доме, находясь в состоянии аффекта. Однако она так и не встретилась с Макколлом. После того как Макколла повесили за совершённое им преступление, Джейн продолжала жить в области Дедвуда в течение некоторого времени, и однажды она помогла спасти нескольких пассажиров колёсного дилижанса, отвлекая нескольких равнинных индейцев, которые гнались за ним. Возница дилижанса Джон Слейтор был убит во время преследования, и Джейн взяла управление повозкой на себя, сумев довезти её до Дедвуда. Также в конце 1876 года Джейн ухаживала за жертвами эпидемии оспы в области Дедвуда.

## Последние годы (1876—1903)
В 1881 году она купила ранчо к западу от Майлз-Сити, Монтана, где содержала таверну. После выхода замуж за техасца Клинтона Берка и переезда в Боулдер она снова попытала счастья в этом деле. В 1887 году у неё родилась дочь Джейн, которую она отдала приёмным родителям. В 1895 году она развелась с Берком.

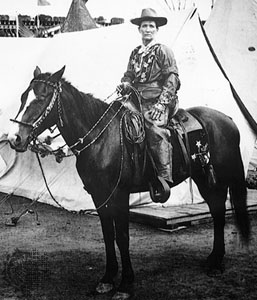
Бедовая Джейн в шоу Баффало Билла.

В 1893 году Бедовая Джейн начала появляться в «Шоу Дикого Запада» Баффало Билла в качестве стрелка-трюкача и наездницы. Она также участвовала в Панамериканской выставке. К этому времени Джейн пребывала в состоянии депрессии и страдала алкоголизмом. Пристрастие Джейн к выпивке было известно даже в её молодые годы. Например, 10 июня 1876 года она арендовала лошадь и телегу в Шайенне, чтобы съездить в Форт-Рассел и обратно, но Джейн была настолько пьяна, что не заметила, как сбилась с пути, и в итоге, проехав 90 миль, оказалась в Форт-Ларами.
На рубеже веков Дора Дюфран была всё ещё влиятельна, когда Джейн вернулась в Блэк-Хилс в 1903 году. В течение следующих нескольких месяцев Джейн зарабатывала на жизнь и кров готовкой и стиркой для проституток борделя Доры. В июле она ездила в Терри, Южная Дакота. Во время пребывания в отеле Коллоуэй 1 августа 1903 года она умерла в возрасте 51 года. Было сообщено, что она находилась в состоянии сильного алкогольного опьянения в поезде, и ей стало очень плохо. Проводник поезда отвёл её в кабину, где она вскоре умерла. В её вещах нашли пачку писем к её дочери, которые она никогда так и не отправила. Некоторые из этих писем были впоследствии положены на музыку композитором Либби Ларсеном, а в 1995 году частично озвучены в телефильме «Девушки с Дикого Запада».
Бедовая Джейн была похоронена на кладбище Маунт-Мория, Дедвуд, Южная Дакота, рядом с Диким Биллом Хикоком, как было указано в её завещании. Четверо мужчин, которые её хоронили, позже говорили, что Дикий Билл Хикок при жизни не имел от Джейн абсолютно никакой пользы, поэтому они решили сыграть посмертную шутку, похоронив её навеки рядом с ним.

## Образ в кино и на телевидении
- 1936 — в фильме «Человек с равнины» (англ. The Plainsman) — роль Джейн исполнила Джин Артур.
- 1936 — в киносериале Последний бой Кастера[англ.] — роль Джейн исполнила Хелен Гибсон.
- 1940 — в киносериале «Дедвуд Дик[англ.]» — роль исполнила Марин Саис.
- 1948 — в фильме «Бледнолицый» (англ. The Paleface) — Бедовую Джейн сыграла Джейн Рассел.
- 1949 — в фильме «Каламити Джейн и Сэм Басс» (англ. Calamity Jane and Sam Bass) — роль Джейн исполнила канадская актриса Ивонн де Карло.
- 1953 — в фильме «Каламити Джейн» (англ. Calamity Jane) — образ Джейн воплотила актриса и певица Дорис Дэй.
- 1955—1956 — в телесериале «Буффало Билл» (англ. Buffalo Bill, Jr.) — её роль исполнила Нэнси Гилберт.
- 1959 — в эпизоде «Бедовая» телесериала «Кольт 45-го калибра» (англ. Colt .45) — Джейн сыграла актриса Доди Хит[англ.].
- 1963 — в эпизоде «Каламити в Комстоке» (англ. Calamity Over the Comstock) телесериала «Бонанза» — роль Джейн исполнила Стефани Пауэрс.
- 1966 — в фильме «Житель равнин» (англ. The Plainsman) — в роли Джейн выступила актриса Эбби Далтон.
- 1966 — в эпизоде «Джейн по прозвищу Бедовая» (англ. A Calamity Called Jane) телесериала «Дни в Долине Смерти» Бедовую Джейн сыграла Фэй Спейн.
- 1984 — в телефильме «Каламити Джейн» (англ. Calamity Jane) — её роль исполнила Джейн Александер.
- 1995 — в фильме «Дикий Билл» — роль Бедовой исполнила Эллен Баркин.
- 1995 — в мини-сериале «Девушки с Дикого Запада» (англ. Buffalo Girls) — Джейн сыграла Анжелика Хьюстон.
- 1995 — в фильме «Легенды дикого запада» (англ. Tall Tale) — роль Джейн исполнила Кэтрин О’Хара
- 2004—2006 — в телесериале «Дедвуд» (англ. Deadwood), а также его односерийном сиквеле (2019), Бедовую Джейн сыграла Робин Вайгерт (во всех 37 эпизодах).
- 2015 — в телефильме «Месть Бедовой Джейн» (англ. Calamity Jane's Revenge) — её роль исполнила Эрин Р. Райан.
- 2024 — в телефильме <<Бедовая Джейн>> её роль исполнила Эмили Бетт Рикардс.